# Liste der Dreitausender im Glockturmkamm
Die Liste der Dreitausender im Glockturmkamm listet alle Dreitausender im Glockturmkamm in Tirol auf.
Die sortierbare Tabelle enthält neben der Höhe und der genauen Lage (Koordinaten) auch die Parameter Dominanz und Schartenhöhe. In der Tabelle werden sämtliche Gipfel über 3000 Meter Höhe berücksichtigt, die eine Schartenhöhe von mindestens 50 Metern aufweisen.

## Legende
- Rang: Rang, den der Gipfel unter den Dreitausendern einnimmt.
- Bild: Bild des Berges.
- Gipfel: Name des Gipfels.
- Höhe: Höhe des Berges in Metern über der Adria.
- Lage: Administrative Lage sowie Koordinaten des Gipfels
- Dominanz: Die Dominanz beschreibt den Radius des Gebietes, das der Berg überragt. Angegeben in Kilometern mit Bezugspunkt.
- Schartenhöhe: Die Schartenhöhe ist die Höhendifferenz zwischen Gipfelhöhe und der höchstgelegenen Einschartung, bis zu der man mindestens absteigen muss, um einen höheren Gipfel zu erreichen. Angegeben in Metern mit Bezugspunkt.

## Dreitausender im Glockturmkamm
Durch Anklicken des Symbols im Tabellenkopf sind die jeweiligen Spalten sortierbar.
| Rang | Bild | Gipfel                      | Höhe         | Lage                                | Dominanz                             | Schartenhöhe                                         |
| ---- | ---- | --------------------------- | ------------ | ----------------------------------- | ------------------------------------ | ---------------------------------------------------- |
| 01   |      | Glockturm                   | 3353 m ü. A. | Tirol 46° 54′ N, 10° 40′ O          | 6,2 km → Weißseespitze               | 405 m ↓ Weißseejoch                                  |
| 02   |      | Rifflkarspitze              | 3219 m ü. A. | Tirol 46° 54′ N, 10° 40′ O          | 0,5 km → Glockturm                   | 73 m ↓ Riffljoch                                     |
| 03   |      | Höhlenspitze                | 3200 m ü. A. | Tirol 46° 54′ N, 10° 41′ O          | 0,9 km → Rifflkarspitze              | ca. 100 m ↓ Scharte zur Rifflkarspitze               |
| 04   |      | Plattigkopf                 | 3170 m ü. A. | Tirol 46° 56′ N, 10° 41′ O          | 3,0 km → Rifflkarspitze              | 230 m ↓ Kaiserjoch                                   |
| 05   |      | Kaisergratspitze            | 3155 m ü. A. | Tirol 46° 54′ N, 10° 42′ O          | 0,5 km → Höhlenspitze                | ca. 135 m ↓ Scharte zur Höhlenspitze                 |
| 06   |      | Pfroslkopf                  | 3148 m ü. A. | Tirol 46° 59′ N, 10° 41′ O          | 5,6 km → Plattigkopf                 | 298 m ↓ Halsle                                       |
| 07   |      | Hennesiglspitze             | 3131 m ü. A. | Tirol 46° 53′ N, 10° 40′ O          | 1,9 km → Glockturm                   | 126 m ↓ Glockturmjoch                                |
| 08   |      | Schwarzseekogel             | 3127 m ü. A. | Tirol 46° 56′ N, 10° 41′ O          | 1,5 km → Plattigkopf                 | 128 m ↓ Plattigjoch                                  |
| 09   |      | Arzkarkopf                  | 3123 m ü. A. | Tirol 46° 53′ N, 10° 40′ O          | 0,3 km → Krummgampenturm             | ca. 70 m ↓ Scharte zum Krummgampenturm               |
| 10   |      | Östlicher Hennesiglkopf     | 3117 m ü. A. | Tirol/Südtirol 46° 52′ N, 10° 40′ O | 0,7 km → Hennesiglspitze             | ca. 110 m ↓ Scharte zur Hennesiglspitze              |
| 11   |      | Gebhardspitze               | 3114 m ü. A. | Tirol 46° 56′ N, 10° 41′ O          | 0,4 km → Schwarzseekogel             | ca. 50 m ↓ Scharte zum Schwarzseekogel               |
| 12   |      | Rotschragenspitze           | 3112 m ü. A. | Tirol 46° 55′ N, 10° 40′ O          | 1,2 km → Rifflkarspitze              | 147 m ↓ Rotschragenjoch                              |
| 13   |      | Westliche Krummgampenspitze | 3110 m ü. A. | Tirol 46° 53′ N, 10° 41′ O          | 1,3 km → Glockturm                   | ca. 130 m ↓ Scharte zum Habicht                      |
| 14   |      | Nördlicher Gamskopf         | 3108 m ü. A. | Tirol 46° 56′ N, 10° 39′ O          | 1,4 km → Plattigkopf                 | 123 m ↓ Scharte zur Platzer Spitze                   |
| 15   |      | Fissladkopf                 | 3107 m ü. A. | Tirol 46° 57′ N, 10° 41′ O          | 0,8 km → Schwarzseekogel             | ca. 140 m ↓ Scharte zum Schwarzseekogel              |
| 16   |      | Westlicher Hennesiglkopf    | 3105 m ü. A. | Tirol/Südtirol 46° 52′ N, 10° 39′ O | 0,5 km → Östlicher Hennesiglkopf     | 92 m ↓ Scharte zum Östlichen Hennesiglkopf           |
| 17   |      | Südlicher Gamskopf          | ca. 3105 m   | Tirol 46° 56′ N, 10° 40′ O          | 0,2 km → Nördlicher Gamskopf         | ca. 65 m ↓ Scharte zum Nördlichen Gamskopf           |
| 18   |      | Bergler Fernerkogel         | 3099 m ü. A. | Tirol 46° 57′ N, 10° 41′ O          | 0,9 km → Fissladkopf                 | ca. 82 m ↓ Scharte zum Fissladkopf                   |
| 19   |      | Platzer Spitze              | 3098 m ü. A. | Tirol 46° 56′ N, 10° 40′ O          | 0,6 km → Plattigkopf                 | ca. 90 m ↓ Scharte zum Plattigkopf                   |
| 20   |      | Glockhaus                   | 3096 m ü. A. | Tirol 46° 57′ N, 10° 41′ O          | 0,7 km → Bergler Fernerkogel         | ca. 65 m ↓ Scharte zum Bergler Fernerkogel           |
| 21   |      | Östliche Krummgampenspitze  | 3090 m ü. A. | Tirol 46° 53′ N, 10° 41′ O          | 0,4 km → Westliche Krummgampenspitze | ca. 115 m ↓ Scharte zur Westlichen Krummgampenspitze |
| 22   |      | Nasse Wand                  | 3090 m ü. A. | Tirol/Südtirol 46° 52′ N, 10° 41′ O | 1,3 km → Hennesiglspitze             | ca. 90 m ↓ Scharte zum Nasswandegg                   |
| 23   |      | Kaiserspitze                | 3089 m ü. A. | Tirol 46° 55′ N, 10° 40′ O          | 0,6 km → Platzer Spitze              | ca. 90 m ↓ Scharte zur Platzer Spitze                |
| 24   |      | Nasswandegg                 | 3072 m ü. A. | Tirol/Südtirol 46° 52′ N, 10° 40′ O | 0,6 km → Hennesiglspitze             | ca. 60 m ↓ Scharte zur Hennesiglspitze               |
| 25   |      | Tauferer Karle              | 3066 m ü. A. | Tirol 46° 58′ N, 10° 41′ O          | 1,0 km → Pfroslkopf                  | 196 m ↓ Tauferer Jöchl                               |
| 26   |      | Glockhauser                 | 3021 m ü. A. | Tirol 46° 52′ N, 10° 39′ O          | 0,4 km → Westlicher Hennesiglkopf    | ca. 65 m ↓ Scharte zum Westlichen Hennesiglkopf      |
| 27   |      | Bruchkopf                   | 3012 m ü. A. | Tirol 46° 54′ N, 10° 39′ O          | 0,8 km → Rotschragenspitze           | ca. 105 m ↓ Scharte zur Rotschragenspitze            |
| 28   |      | Atemkogel                   | 3010 m ü. A. | Tirol 46° 57′ N, 10° 42′ O          | 0,8 km → Fissladkopf                 | ca. 60 m ↓ Scharte zum Fissladkopf                   |
| 29   |      | Innere Rifekarspitze        | 3004 m ü. A. | Tirol 46° 59′ N, 10° 42′ O          | 0,7 km → Pfroslkopf                  | ca. 70 m ↓ Scharte zum Pfroslkopf                    |
| 30   |      | Gratfernerköpfe             | 3003 m ü. A. | Tirol 46° 55′ N, 10° 42′ O          | 1,2 km → Kaisergratspitze            | 137 m ↓ Halsle                                       |
| 31   |      | Äußere Rifekarspitze        | 3001 m ü. A. | Tirol 46° 59′ N, 10° 42′ O          | 0,8 km → Innere Rifekarspitze        | ca. 95 m ↓ Scharte zur Inneren Rifekarspitze         |